# Грозио
Грозио (итал. Grosio) је насеље у Италији у округу Сондрио, региону Ломбардија.
Према процени из 2011. у насељу је живело 4179 становника. Насеље се налази на надморској висини од 666 м.

## Становништво
| 1936. | 1951. | 1961. | 1971. | 1981. | 1991. | 2001. | 2011. |
| ----- | ----- | ----- | ----- | ----- | ----- | ----- | ----- |
| 4.356 | 4.495 | 4.598 | 4.676 | 4.781 | 4.966 | 4.827 | 4.619 |